# História do YouTube

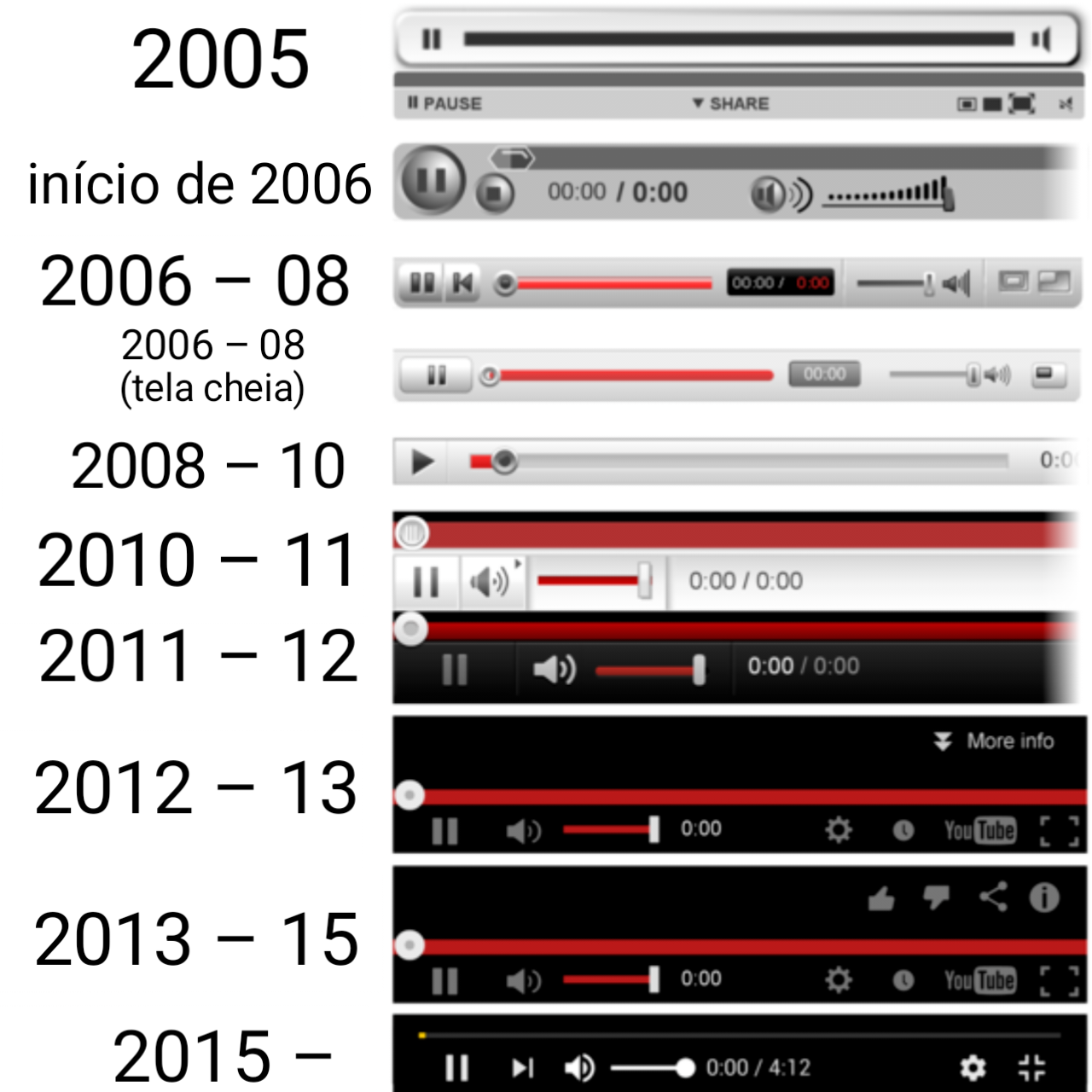
Histórico de design do player de vídeo usado pelo YouTube. Observe que cada geração de layout pode ter passado por pequenas iterações não documentadas e que a aparência pode variar de acordo com os parâmetros de incorporação

O YouTube é uma plataforma americana de compartilhamento de vídeos online com sede em San Bruno, na Califórnia, fundada por três ex-funcionários do PayPal – Chad Hurley, Steve Chen e Jawed Karim, em fevereiro de 2005. O Google comprou o site em novembro de 2006 por US$ 1,65 bilhão, desde então opera como uma das subsidiárias do Google.
O YouTube permite que os usuários façam upload de vídeos, visualizem-nos, classifiquem-nos com likes e dislikes, compartilhem-nos, adicionem vídeos a playlists, denunciem, façam comentários em vídeos e que se inscrevam em outros canais. O slogan "Broadcast Yourself" usado por vários anos e a referência aos perfis de usuários como "canais" significam a premissa na qual a plataforma se baseia, de permitir que qualquer pessoa opere uma estação de transmissão pessoal semelhante à televisão com a extensão do vídeo sob demanda.
Como tal, a plataforma oferece uma ampla variedade de vídeos de mídia corporativos e gerados por usuários. O conteúdo disponível inclui videoclipes, clipes de programas de TV, videoclipes, curtas e documentários, gravações de áudio, trailers de filmes, transmissões ao vivo e outros conteúdos, como blogs de vídeo, vídeos originais curtos e vídeos educacionais.
Em fevereiro de 2017, havia mais de 400 horas de conteúdo publicado no YouTube a cada minuto e um bilhão de horas de conteúdo sendo assistido no YouTube todos os dias. Em outubro de 2020, o YouTube foi o segundo site mais popular do mundo, atrás do Google, de acordo com a extinta Alexa Internet. Em maio de 2019, mais de 500 horas de conteúdo de vídeo foram carregadas no YouTube a cada minuto. Com base na receita de publicidade trimestral relatada, estima-se que o YouTube tenha US$ 15 bilhões em receita anual.
O YouTube enfrentou críticas sobre aspectos de suas operações, incluindo o manuseio de conteúdo protegido por direitos autorais contido em vídeos enviados, seus algoritmos de recomendação perpetuando vídeos que promovem teorias da conspiração e falsidades, hospedando vídeos ostensivamente direcionados a crianças, mas contendo conteúdo violento ou sexualmente sugestivo conteúdo envolvendo personagens populares, vídeos de menores que atraem atividades pedófilas em suas seções de comentários, e políticas flutuantes sobre os tipos de conteúdo que podem ser monetizados com publicidade.

## Fundação (2005)

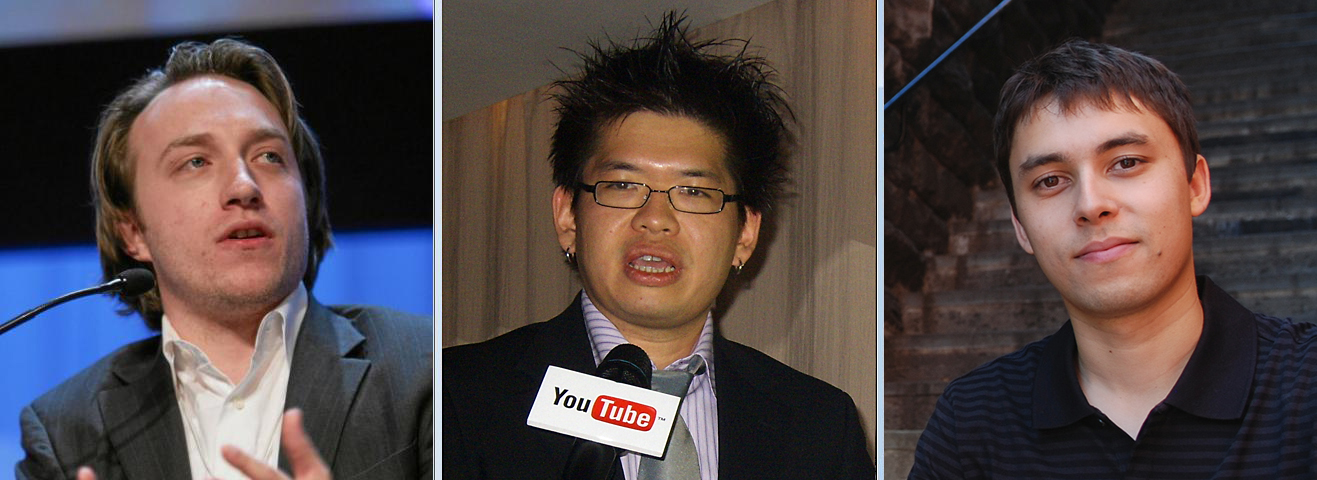
Respectivamente: Chad Hurley, Steve Chen e Jawed Karim.

O YouTube foi fundado por Chad Hurley, Steve Chen e Jawed Karim, quando trabalhavam para o PayPal. Antes de trabalhar para o PayPal, Hurley estudou design na Indiana University of Pennsylvania; Chen e Karim estudaram ciência da computação juntos na Universidade de Illinois em Urbana-Champaign. A sede inicial do YouTube ficava acima de uma pizzaria e restaurante japonês em San Mateo, Califórnia.
O nome de domínio "YouTube.com" foi ativado em 14 de fevereiro de 2005, com opções de upload de vídeo sendo integradas em 23 de abril de 2005, após ser nomeado "Tune In, Hook Up" ─ a ideia original de Chad Hurley, Steve Chen e Karim. O conceito era um serviço de namoro online que acabou falhando, mas tinha uma plataforma excepcional de vídeo e upload. Após o infame incidente do show do intervalo de Justin Timberlake e Janet Jackson, os três criadores perceberam que não conseguiam encontrar nenhum vídeo dele na internet, após perceberem que esse tipo de plataforma não existia fizeram as alterações para se tornarem a principal plataforma de compartilhamento de vídeo. A ideia da nova empresa era que não especialistas em informática pudessem usar uma interface simples que permitisse ao usuário publicar, carregar e visualizar vídeos em streaming por meio de navegadores padrão e velocidades modernas de internet. Por fim, criar uma plataforma de streaming de vídeo fácil de usar que não estressasse os novos usuários da Internet no início dos anos 2000. O primeiro vídeo do YouTube, intitulado Me at the zoo, foi carregado em 23 de abril de 2005 e mostra o co-fundador Jawed Karim no Zoológico de San Diego e atualmente tem mais de 251 milhões de visualizações e 12 milhões de curtidas. Hurley estava por trás de mais da aparência do site, ele usou suas habilidades artísticas para criar o logotipo e projetou a aparência do site. Chen garantiu que a página realmente funcionasse e que não haveria problemas com o processo de upload e reprodução. Karim era programador e ajudou a garantir que o site inicial fosse montado corretamente e ajudou no design e na programação.
Em junho de 2005, o slogan do YouTube era "Your Digital Video Repository".
O YouTube começou como uma empresa financiada por um investidor-anjo trabalhando em um escritório improvisado em uma garagem. Em novembro de 2005, a empresa Sequoia Capital investiu US$ 3,5 milhões iniciais, e Roelof Botha (sócio da empresa e ex-CFO do PayPal) ingressou no conselho de administração do YouTube. Em abril de 2006, a Sequoia e a Artis Capital Management investiram US$ 8 milhões adicionais na empresa, que experimentou um crescimento significativo nos primeiros meses.
Em dezembro de 2005, o número de vídeos, favoritos e amigos dos comentadores era indicado diretamente na seção de comentários, bem como backlinks de um vídeo, contagem de comentários em vídeos sugeridos e indicador de classificação nos resultados de pesquisa de listas de vídeos e páginas do canal. O slogan do site era "Broadcast yourself. Watch and share your videos worldwide!", que mais tarde se tornaria apenas "Broadcast Yourself". Mais tarde, embora alguns desses indicadores tenham sido removidos, a página de exibição exibia listas de reprodução com links para um vídeo de 2007, como o SoundCloud faz a partir de 2022.

## 2006

### Crescimento
Depois de abrir um serviço beta em maio de 2005, o "YouTube.com" trafegava cerca de 30.000 espectadores por dia em apenas alguns meses. Após o lançamento, seis meses depois, eles hospedariam bem mais de dois milhões de espectadores por dia no site. Em março de 2006, o site tinha mais de 25 milhões de vídeos carregados e gerava cerca de 20 000 uploads por dia. Durante o verão de 2006, o YouTube foi um dos sites de crescimento mais rápido na World Wide Web, hospedando mais de 65 000 novos uploads de vídeo. O site entregou uma média de 100 milhões de visualizações de vídeo por dia em julho. No entanto, isso não aconteceu sem problemas, o rápido crescimento de usuários fez com que o YouTube tivesse que acompanhá-lo tecnologicamente falando. Eles precisavam de novos equipamentos e uma conexão de internet banda larga mais ampla para atender a um público cada vez maior. Os crescentes problemas de violação de direitos autorais e a falta de comercialização do YouTube acabaram levando à terceirização para o Google, que mais tarde falhou em sua própria plataforma de vídeo Google Video. Ele foi classificado como o quinto site mais popular no Alexa Internet, superando até mesmo a taxa de crescimento do MySpace.  O site teve uma média de quase 20 milhões de visitantes por mês, de acordo com Nielsen/NetRating, com cerca de 44% de visitantes do sexo feminino e 56% do sexo masculino. A faixa etária de 12 a 17 anos foi predominante. A preeminência do YouTube no mercado online foi substancial. De acordo com o site Hitwise.com, o YouTube comandava até 64% do mercado de vídeos online do Reino Unido.
O YouTube firmou uma parceria de marketing e publicidade com a NBC em junho de 2006.

### Compra pelo Google
A primeira publicidade direcionada no site surgiu em fevereiro de 2006 na forma de anúncios em vídeo participativos, que eram vídeos em si que ofereciam aos usuários a oportunidade de visualizar conteúdo exclusivo clicando no anúncio. O primeiro anúncio desse tipo foi para o programa Prison Break da Fox e apareceu apenas acima dos vídeos no canal de Paris Hilton. Na época, o canal era operado pela Warner Bros. Records e foi citado como o primeiro brand channel na plataforma. Os anúncios em vídeo participativos foram projetados para vincular promoções específicas a canais específicos, em vez de anunciar em toda a plataforma de uma só vez. Quando os anúncios foram lançados, em agosto de 2006, o CEO do YouTube, Chad Hurley, rejeitou a ideia de expandir para áreas de publicidade vistas como menos fáceis de usar na época, dizendo: "Achamos que há maneiras melhores para as pessoas se envolverem com as marcas do que forçar eles assistam a um comercial antes de ver o conteúdo. Você pode perguntar a qualquer um na rede se eles gostam dessa experiência e eles provavelmente dirão que não." No entanto, o YouTube começou a exibir anúncios em vídeo em agosto de 2007, com anúncios precedentes introduzidos em 2008.
Em 9 de outubro de 2006, foi anunciado que a empresa seria comprada pelo Google por US $ 1,65 bilhão em ações, o que foi concluído em 13 de novembro. Naquela época, era a segunda maior aquisição do Google. Isso deu início à ascensão do YouTube para se tornar um dominador da mídia global, criando um negócio multibilionário que ultrapassou a maioria das estações de televisão e outros mercados de mídia, gerando sucesso para muitos YouTubers. De fato, o YouTube como entidade gerou mais do que o dobro da receita em 2018 do que qualquer grande rede de TV (com US$ 15 bilhões em comparação com os US$ 7 bilhões da NBC). O acordo entre o Google e o YouTube surgiu depois que o YouTube apresentou três acordos com empresas de mídia na tentativa de evitarações judiciais de violação de direitos autorais. O YouTube planejava continuar operando de forma independente, com seus cofundadores e 68 funcionários trabalhando no Google. Os vídeos virais foram o principal fator para o crescimento do YouTube no início de seus primeiros dias com o Google, por exemplo Evolution of Dance, Charlie Bit My Finger, David After the Dentist e mais vídeos virais.
O arquivamento do Google na SEC de 7 de fevereiro de 2007 revelou a divisão dos lucros para os investidores do YouTube após a venda para o Google. Em 2010, o lucro de Chad Hurley foi de mais de $ 395 milhões, enquanto o lucro de Steve Chen foi de mais de $ 326 milhões.

### Pessoa do ano
A Time Magazine apresentou o "Time Person Of The Year" em uma tela do YouTube com um grande espelho. Ele citou a mídia criada pelo usuário, como a postada no YouTube, e apresentou os criadores do site junto com vários criadores de conteúdo. O The Wall Street Journal e o The New York Times também revisaram o conteúdo postado no YouTube em 2006, com atenção especial aos seus efeitos nas comunicações corporativas e no recrutamento. A PC World Magazine classificou o YouTube como o nono entre os 10 melhores produtos de 2006. Em 2007, a Sports Illustrated e a Dime Magazine apresentou críticas positivas de um vídeo de destaque do basquete intitulado The Ultimate Pistol Pete Maravich MIX.

## Crescimento e funcionalidade contínua (2007 – 13)
Estima-se que em 2007 o YouTube consumiu tanta largura de barramento quanto toda a Internet em 2000.
O layout inicial do site do YouTube apresentava um painel de vídeos atualmente assistidos, bem como listas de vídeos com informações detalhadas, como descrições completas (2006) e posteriormente expansíveis (2007), bem como fotos de perfil (2006), avaliações, contagens de comentários e tag. As páginas dos canais foram equipadas com contadores de exibição autônomos, quadros de avisos e receberam distintivos por várias conquistas baseadas em classificação, como "#15 - Mais inscritos (este mês), #89 - Mais inscritos (todos os tempos) e #15 - Mais visualizações (esta semana)". Os próprios canais tinham um indicador de contagem de visualizações.
Em março de 2007, o YouTube lançou o YouTube Awards, uma competição anual na qual os usuários votam nos melhores vídeos gerados por usuários do ano. Os prêmios foram apresentados duas vezes, em 2007 e 2008. Concursos de vídeo com prêmios já existiam em dezembro de 2005, possivelmente antes.
No "youtube.com/browse", havia vários feeds, incluindo uma lista dos vídeos carregados mais recentemente no site, sugerindo uma taxa de upload de aproximadamente dois vídeos por minuto em abril de 2007. Outros feeds incluíam os "mais vistos", "mais votados", "mais discutidos", "mais favoritos", "mais backlinks", staff picks, "vídeos com mais comentários" e "assistir no celular". Alguns feeds poderiam ser filtrados por categorias, incluindo, entre outros, "Automóveis e veículos", "Música", "Notícias e política", "Pessoas e blogs", "Viagens e lugares" e feeds, exceto o "Mais recente" (quando inaplicável) poderia ser filtrado por intervalo de tempo ("Hoje", "Esta semana", "Este mês", "Este ano" e "Todo o período"). Um logotipo sem legenda da Verizon Wireless residia no feed "Watch on mobile", sugerindo uma parceria.
Em junho de 2007, o YouTube lançou um front-end da web móvel, onde os vídeos são exibidos por meio de RTSP, e em julho de 2007, o YouTube fez parceria com a Verizon Wireless para permitir que usuários de telefones celulares enviem vídeos por meio do Multimedia Messaging Service.
Em 23 de julho e 28 de novembro de 2007, a CNN e o YouTube produziram debates presidenciais televisionados nos quais candidatos democratas e republicanos à presidência dos Estados Unidos responderam a perguntas enviadas pelo YouTube.
Em dezembro de 2007, o YouTube lançou o Partner Program, que permite que os canais que atendem a determinadas métricas (atualmente 1 000 inscritos e 4 000 horas de exibição pública no ano passado) exibam anúncios em seus vídeos e ganhem dinheiro com isso.
A partir de 2007, o domínio youtu.be serviu como serviço de hospedagem de imagens, mas posteriormente foi reaproveitado para encurtar URLs de páginas de exibição.
Por volta de 2008, o "Warp Player" foi testado. Tratava-se de uma interface interativa experimental para navegação de vídeos, onde os links para os vídeos apareciam na forma de thumbnails, visualizados em uma rede flutuante e navegável.
A partir de 2008, o site apresentou uma série de Pegadinhas do Dia da Mentira todos os anos até 2016. Na primeira, em 1 de abril de 2008, todos os links de vídeo na primeira página foram redirecionados para a música "Never Gonna Give You Up", de Rick Astley, uma pegadinha conhecida como "rickrolling". As outras piadas são abordadas no YouTube & April Fools Gags.
Em junho de 2008, anotações de vídeo foram introduzidas. Os usuários puderam adicionar caixas de texto e balões de fala em qualquer local desejado e tamanhos personalizados em várias cores e, opcionalmente, com um link e pausa curta, permitindo vídeos interativos. Em fevereiro de 2009, o recurso foi estendido para permitir a colaboração, o que significa que os uploaders podem convidar outras pessoas para editar as anotações de seus vídeos. Em 2 de maio de 2017, as anotações foram bloqueadas para edição e, em 15 de janeiro de 2019, foram totalmente encerradas.
Desde outubro de 2008, links diretos para uma posição de reprodução por meio de um URL com registro de data e hora são possíveis. Um novo modo de "visualização de teatro" também foi adicionado, permitindo que o reprodutor de vídeo se estenda opcionalmente por ambas as colunas da página.
Como parte do programa "TestTube", que permite aos usuários optar por usar recursos experimentais do site, um recurso de pesquisa de comentários acessível em /comment_search foi implementado em outubro de 2009. O YouTube Feather foi lançado em dezembro como um front-end de site alternativo leve destinado a países com limitações velocidades de internet. Ambos foram removidos posteriormente.
Em novembro de 2008, o YouTube chegou a um acordo com MGM, Lions Gate Entertainment e CBS, permitindo que as empresas postassem filmes completos e episódios de televisão no site, acompanhados de anúncios em uma seção para telespectadores dos Estados Unidos chamada "Shows". A mudança pretendia criar competição com sites como o Hulu, que apresenta material da NBC, Fox e Disney.
O YouTube foi premiado com o Prêmio Peabody de 2008 e citado como sendo "um Speaker's Corner que incorpora e promove a democracia".
No início de 2009, o YouTube registrou o domínio www.youtube-nocookie.com para vídeos incorporados em sites do governo federal dos Estados Unidos. Em novembro do mesmo ano, o YouTube lançou uma versão de "shows" disponível para espectadores do Reino Unido, oferecendo cerca de 4 000 shows completos de mais de 60 parceiros.
Em abril de 2009, o YouTube lançou seus primeiros experimentos com players de vídeo HTML5.
Ao longo de 2009, a classificação alfabética do recurso "AudioSwap" do YouTube ajudou a popularizar o projeto musical "009 Sound System" de Alexander Perls por meio do uso frequente em vídeos.

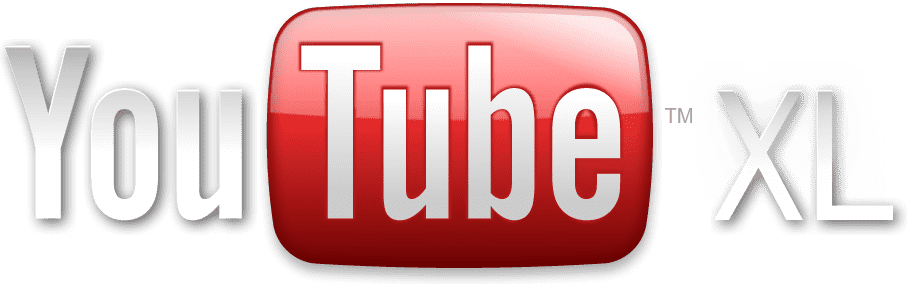
Logotipo do YouTube XL usado até 2013

Em junho de 2009, o YouTube XL foi lançado. Era um front-end para visualização e navegação em aparelhos de televisão e, como tal, para uso em consoles de jogos estacionários com navegador da web, como o Nintendo Wii. Sua aparência variava dependendo do dispositivo.
Em julho de 2009, os desenvolvedores do YouTube colocaram um aviso no site que alertava sobre a descontinuação iminente do suporte para o Internet Explorer 6, solicitando que seus usuários atualizassem seus navegadores. Afirma-se que eles representavam 18% do tráfego do site na época. Meses depois do anúncio, o tráfego do Internet Explorer 6 foi reduzido para menos da metade, e o tráfego de outros navegadores aumentou proporcionalmente. O suporte para seu sucessor, o Internet Explorer 7, foi descontinuado no segundo semestre de 2012.
O vídeo estereoscópico 3D foi implementado pela primeira vez em julho de 2009. Em setembro de 2011, uma "ferramenta de conversão 2D para 3D" foi adicionada. Vídeos 3D lado a lado podem ser feitos para aparecer como 3D estereoscópico (anaglyph 3D). Desde o final de 2018, está disponível apenas com um sinalizador definido nos metadados do arquivo de vídeo.
No final de 2009, o YouTube introduziu a legenda automática de vídeos por meio do reconhecimento de fala. Inicialmente disponível apenas em inglês, foi expandido para seis idiomas europeus no final de 2012.
A Entertainment Weekly colocou o YouTube em sua lista dos "melhores" do final da década em dezembro de 2009, descrevendo-o como: "Fornecendo um lar seguro para gatos que tocam piano, celebridades idiotas e sincronizadores labiais excessivamente zelosos desde 2005."
A transição do ActionScript versão 2 para 3 foi iniciada no final de 2009.
Em janeiro de 2010, uma revisão da página de exibição foi testada pela primeira vez como beta. Foi declarada inadimplente em 31 de março. Na mesma época, foi lançado o "YouTube Disco", um serviço de descoberta de músicas. Fechou em outubro de 2014.

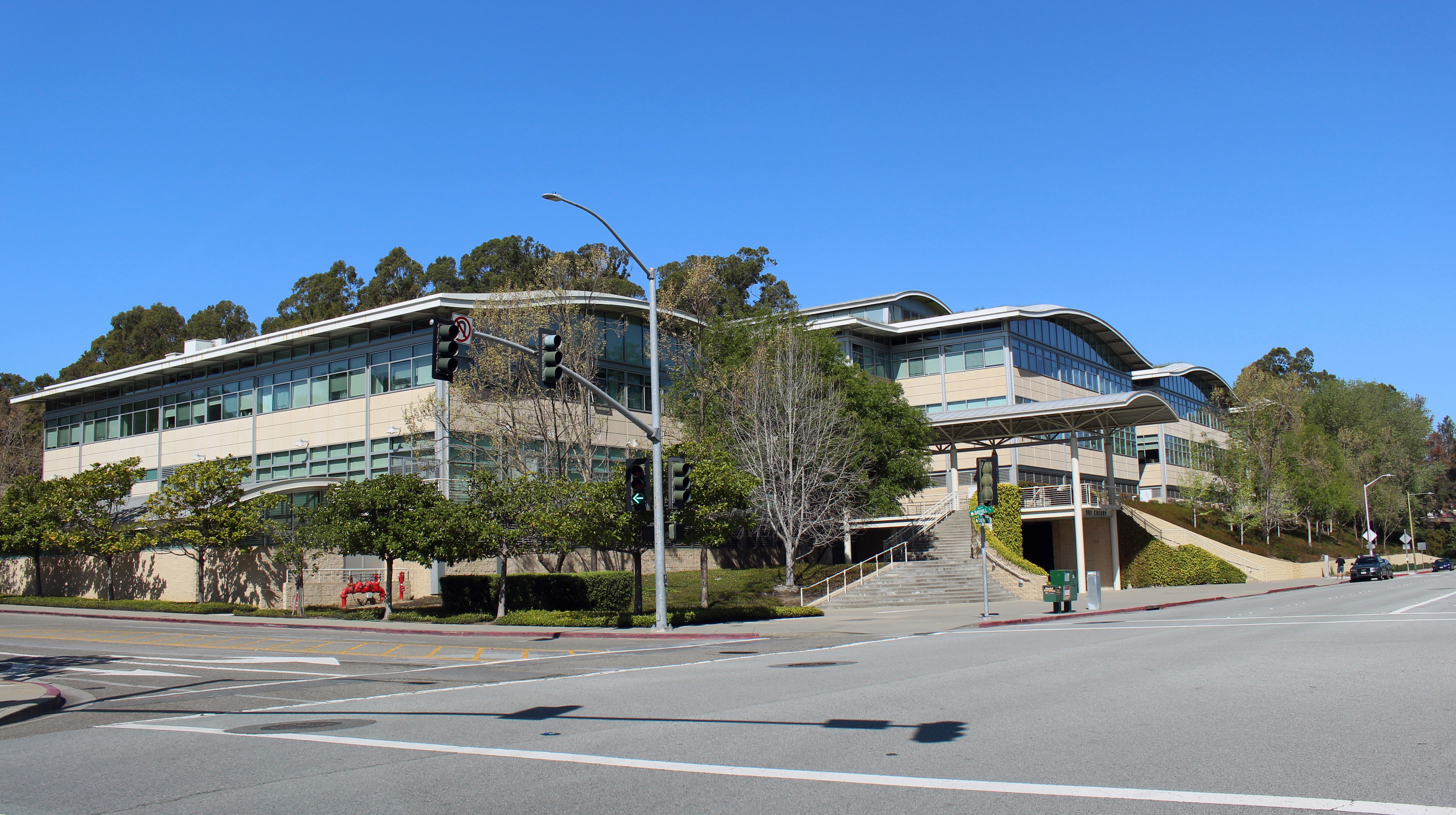
Sede atual do YouTube desde 2010

Em 20 de janeiro de 2010, o YouTube introduziu um serviço de aluguel de filmes on-line que atualmente está disponível apenas para usuários nos Estados Unidos, Canadá e Reino Unido. O serviço oferece mais de 6 000 filmes. Em março de 2010, o YouTube começou a transmissão gratuita de determinados conteúdos, incluindo 60 partidas de críquete da Premier League Indiana. Segundo o YouTube, esta foi a primeira transmissão online gratuita mundial de um grande evento esportivo.
Em 31 de março de 2010, o YouTube lançou um novo design com o objetivo de simplificar a interface e aumentar o tempo de permanência dos usuários no site. O gerente de produto do Google, Shiva Rajaraman, comentou: "Realmente sentimos que precisávamos dar um passo atrás e remover a desordem."
Até então, um sistema de classificação de vídeo de cinco pontos que usava ícones de estrelas estava em uso. Os usuários puderam classificar os vídeos com uma a cinco "estrelas", onde mais indicavam maior preferência. Este sistema de classificação foi substituído por um bidirecional usando avaliações positivas de "gostar" e negativas de "não gostar", citando um baixo número de usuários classificando além da maioria (5) ou menos (1) estrelas. Classificações de três ou mais "estrelas" foram convertidas em "likes" e as abaixo de acordo com "dislikes". Essa mudança foi anunciada pela primeira vez em setembro de 2009. Como referência, sites amplamente conhecidos que operam um sistema de classificação de cinco níveis a partir de 2021 são IMDb, Amazon e Google Play Store. Além disso, os vídeos anteriormente marcados como "Favoritos" foram movidos para uma lista de reprodução para cada usuário, a descrição do vídeo foi movida do lado direito para abaixo da janela de visualização do vídeo, a foto do perfil foi removida da página de exibição e o "Mais de: a seção nome do canal" no painel lateral acima de "Vídeos relacionados" foi movida para o botão acima do player de vídeo rotulado com o número de vídeos públicos do canal, o que permitia acessar rapidamente outros vídeos de um canal sem ter que navegar até a página do canal. Os vídeos recomendados não aparecem mais em uma caixa rolável.
No final do mesmo mês, a seção de controle do reprodutor de vídeo baseado em Flash foi redesenhada para apresentar uma linha dedicada para a barra de busca, como é usado desde 2021.
Em maio de 2010, foi relatado que o YouTube estava exibindo mais de dois bilhões de vídeos por dia, o que era "quase o dobro da audiência do horário nobre de todas as três principais redes de televisão dos Estados Unidos juntas". De acordo com dados de maio de 2010 publicados pela empresa de pesquisa de mercado comScore , o YouTube era o provedor dominante de vídeo online nos Estados Unidos, com uma participação de mercado de aproximadamente 43% e mais de 14 bilhões de vídeos vistos em maio.
Por volta de 2010, um easter egg do reprodutor de vídeo baseado em Flash foi descoberto, onde pressionar a tecla de seta enquanto a animação de carregamento pontilhada é visível inicia um jogo da cobra formado pelos pontos. O player baseado em HTML5, que inicialmente tinha a mesma animação de carregamento pontilhada, não o suportava.
Em setembro de 2010, uma campanha publicitária interativa exclusiva de página inteira da TippEx foi lançada no YouTube, onde toda a página de exibição foi simulada em uma janela de visualização em Flash. Um caçador que não deseja atirar em um urso agarra fora da janela de visualização do vídeo para alcançar um rolo de fita Tipp-Ex e o usa para cobrir a palavra "dispara" no vídeo intitulado "Um caçador atira em um urso". Os usuários puderam inserir palavras na lacuna, o que levou a diferentes vídeos não listados com uma infinidade de reações pré-gravadas.
Em outubro de 2010, Hurley anunciou que deixaria o cargo de diretor executivo do YouTube para assumir um papel consultivo, com Salar Kamangar assumindo o cargo de chefe da empresa.
James Zern, um engenheiro de software do YouTube, revelou em abril de 2011 que 30% dos vídeos representavam 99% das visualizações no site.
A transmissão ao vivo foi introduzida em abril de 2011, inicialmente lançada para selecionar usuários e posteriormente expandida.
Em maio de 2011, o YouTube informou no blog da empresa que o site estava recebendo mais de três bilhões de visualizações por dia e que 48 horas de filmagem são carregadas a cada minuto. Mais tarde, em janeiro de 2012, o YouTube afirmou que o número havia aumentado para quatro bilhões de vídeos transmitidos por dia e sessenta horas.
Em junho de 2011, o YouTube começou a experimentar botões de reação, permitindo que os usuários reagissem aos vídeos com uma infinidade de expressões, semelhantes aos botões de reação do Facebook de 2016, embora o YouTube tenha removido os botões de reação logo depois.
Desde julho de 2011, a palavra "YouTube" é colocada após o título do vídeo no título da página de exibição, enquanto antes até então.
Em novembro de 2011, o site de rede social Google+ foi integrado diretamente ao YouTube e ao navegador Chrome, permitindo que os vídeos do YouTube fossem visualizados na interface do Google+. Em dezembro de 2011, o YouTube lançou uma nova versão da interface do site, com os canais de vídeo exibidos em uma coluna central na página inicial, semelhante aos feeds de notícias dos sites de redes sociais. É baseado em uma interface de usuário semelhante que foi testada em julho de 2011 sob o nome de código "Cosmic Panda". Ao mesmo tempo, uma nova versão do logotipo do YouTube foi introduzida com um tom mais escuro de vermelho, que foi a primeira mudança no design desde outubro de 2006. Uma seção de comentários que é atualizada automaticamente para se assemelhar a um fluxo de mensagens de bate-papo foi inicialmente testada nessa época.
Em 2012, o YouTube informou quecerca de 60 horas de novos vídeos são enviados para o site a cada minuto, e cerca de três quartos do material vem de fora dos Estados Unidos. O site tinha oitocentos milhões de usuários únicos por mês.
A partir de 2012, os usuários puderam classificar as listas de reprodução, e a contagem de visualizações dos vídeos e a duração total das listas de reprodução foram indicadas nas páginas da lista de reprodução.
Em março de 2012, tooltips de visualização para a barra de busca do player de vídeo foram introduzidas no front-end da Web para desktop, inicialmente disponíveis em vídeos selecionados e gradualmente implementadas. Esse recurso permite que o visualizador visualize partes adicionais de um vídeo passando o cursor do mouse sobre a barra de busca, enquanto apenas o carimbo de data/hora era indicado antes. Arrastar a alça de posição do reprodutor de vídeo também mostrou imagens de visualização ao redor em um layout de tira de filme. Para vídeos com mais de 90 minutos, uma parte ampliada da barra de busca também foi exibida para facilitar a busca fina.
Em 30 e 31 de março de 2012, durante a hora do planeta, o site usou um esquema de cores claro sobre escuro (ou "modo escuro"). Uma chave foi localizada à esquerda do título do vídeo, permitindo voltar, se desejado. Este é o uso mais antigo conhecido de um esquema de cores claro sobre escuro no site. O interruptor foi removido no dia seguinte e o fundo brilhante foi restaurado.
De 2010 a 2012, a extinta Alexa Internet classificou o YouTube como o terceiro site mais visitado da Internet, depois do Google e do Facebook.
No final de 2011 e início de 2012, o YouTube lançou mais de 100 canais "premium" ou "originais". Foi relatado que a iniciativa custou US$ 100 milhões. Dois anos depois, em novembro de 2013, foi documentado que a página inicial dos canais originais se tornou uma página de erro 404. Apesar disso, canais originais como SourceFed e Crash Course conseguiram se tornar um sucesso.
Uma mudança de algoritmo foi feita em 2012 que substituiu o sistema baseado em visualização por um baseado em tempo de exibição que é creditado por causar um aumento na popularidade dos canais de jogos.
Em outubro de 2012, pela primeira vez, o YouTube ofereceu uma transmissão ao vivo do debate presidencial dos Estados Unidos e fez uma parceria com a ABC News para fazê-lo. O pico de visualizações simultâneas em qualquer transmissão ao vivo foi alcançado em 14 de outubro, onde mais de oito milhões assistiram a um salto de paraquedas.
Em 25 de outubro de 2012, o slogan do YouTube "Broadcast Yourself" foi retirado devido à transmissão ao vivo do debate presidencial dos Estados Unidos.
No mesmo mês, o YouTube introduziu a capacidade de adicionar um ícone personalizado translúcido e sobreposto a um canto de todos os próprios vídeos, que pode ser vinculado à página do canal ou a um vídeo específico. O recurso foi inicialmente chamado de "InVideo Programming".
Mudanças notáveis da página de exibição são a realocação do título e do botão "Inscrever-se" de cima para baixo na janela de exibição do vídeo, a remoção do botão que abria uma seção acima da janela de exibição do vídeo mostrando outros vídeos do mesmo canal sem necessidade de sair da página de exibição e a remoção de um banner do tamanho de um botão localizado acima da janela de visualização, que pode conter uma imagem personalizada, popularmente ícones e logotipos de texto. As listas de reprodução na página de exibição, que antes eram exibidas como uma lista horizontal recolhível fixada na parte inferior da página, tornaram-se uma lista vertical rolável ao lado do player de vídeo.
Em 21 de dezembro de 2012, o videoclipe Gangnam Style, do músico sul-coreano Psy, se tornou o primeiro vídeo do YouTube a ultrapassar um bilhão de visualizações.
Desde o início de 2013, as recomendações de vídeo do YouTube contêm vídeos e canais.